# Steve Giatzoglou
Stylianos Giatzoglou, nato Steve Young, detto Steve (in greco Στυλιανός "Στηβ" Γιατζόγλου?; Bronx, 11 dicembre 1949), è un allenatore di pallacanestro ed ex cestista statunitense naturalizzato greco.

## Carriera
Con la Grecia ha disputato tre edizioni dei Campionati europei (1973, 1975, 1979).

## Palmarès

### Giocatore
- Campionato greco: 2

Olympiakos: 1975-76, 1977-78
- Coppa di Grecia: 4

Olympiakos: 1976, 1977, 1978, 1980